# Le Prophète
Pour les articles homonymes, voir Prophète (homonymie).
Le Prophète (titre original en anglais : The Prophet, parfois titré « An-Nabi » en arabe translittéré,) est un livre du poète libanais Gibran Khalil Gibran (1883-1931) publié en 1923 en anglais et qui est devenu un immense succès international traduit dans plus de quarante langues. L’ouvrage combine les sources orientales et occidentales du mysticisme. Il présente sous une forme poétique questions et réponses sur les thèmes fondamentaux de l'existence. Ces questions sont posées par les villageois à un sage qui s’apprête à quitter la ville imaginaire (mais assez typiquement levantine) d’Orphalèse où il habitait depuis douze ans, pour rejoindre son île natale.
Il fut traduit en langue française par Madeline Mason-Manheim dès 1926,.
Le genre littéraire adopté rappelle Ainsi parlait Zarathoustra de Nietzsche, même si le contenu du livre en est très différent.

## Thèmes
Les thèmes abordés par les questions des habitants d'Orphalèse, sous leur apparente diversité, présentent une unité thématique en tant que questions fondamentales et universelles, toujours irrésolues, de l'existence de tout-un-chacun : ces questions invitent donc le sage Almustapha (ou Al-Mustafa, « l'élu de Dieu » en arabe) à délivrer au peuple son testament spirituel et ses leçons de vie avant son départ. Elles concernent aussi bien la quotidienneté que le sens de la vie, les relations sociales que la quête métaphysique et la dimension spirituelle de l'être-au-monde, la réalité intime, profonde, de notre conscience reliée. 
Ainsi, chaque thème donne son titre à chacun des courts chapitres, un par question (si ce n'est le chapitre d'introduction « l'arrivée du bateau », et celui de conclusion « l'adieu » qui évoquent entre autres le sujet de l'exil), chapitres qui sont les suivants : l'amour, le mariage, les enfants, le don, le manger et le boire, le travail, la joie et la tristesse, les maisons, les vêtements, acheter et vendre, crime et châtiment, les lois, la liberté, la raison et la passion, la douleur, la connaissance de soi-même, l'enseignement, l'amitié, la parole, le temps, le bien et le mal, la prière, le plaisir, la beauté, la religion, la mort.

## Traductions
L'édition originale du texte a été écrite et publiée pour la première fois en anglais, en 1923, par Khalil Gibran, chez Knopf éditeur. Mais Gibran en avait déjà écrit plusieurs ébauches en arabe, non publiées, et il a réalisé lui-même plus tard une transcription en arabe de son texte anglais. Il existe d'ailleurs des éditions bilingues anglais / arabe qui présentent donc les deux versions, chacune pouvant être qualifiée de “version originale”. De même il existe une version bilingue français (traduit de l'anglais) / arabe publiée en 2022. 
La version originale a été traduite dans presque toutes les langues. L’œuvre est désormais disponible dans plus de quarante langues et en 2007 les droits ont été cédés pour l'Arménie et la Chine. En 2015, une source indique que ce livre aurait été imprimé à plus de 100 millions de copies et traduit dans plus de 90 langues. C'est aussi le nombre avancé par Salma Hayek, co-productrice et voix du film d'animation tiré du livre : « À travers ce film [“lettre d'amour à mon héritage” a dit l’actrice et réalisatrice libano-mexicaine], je voudrais dire au monde qu'il y a eu un écrivain arabe [libanais] qui a écrit de la philosophie et de la poésie, qui a rassemblé toutes les religions et le monde entier, et a vendu plus de 100 millions de copies sur plusieurs générations ! ». Et le livre en serait, d'après la même source en 2015, à sa 163e édition (sans préciser s'il s'agit seulement de l'édition originale en anglais, ou en toutes langues ; et en 2024, il y en a certainement plus, ne serait-ce que pour les parutions récentes en français). 
Le prophète a été publié de nombreuses fois, par différents éditeurs, du format poche jusqu'au tirage de luxe, en version illustrée, avec des dessins de l'auteur (également peintre), ou avec des calligraphies (par exemple par Lassaâd Metoui).
Le texte original (en anglais) a été traduit à de nombreuses reprises en français, depuis la première traduction de Madeline Mason-Manheim en 1926,. Parmi les plus courantes (ou les plus récentes), on trouve les traductions de : Anne Wade Minkowski, Marc de Smedt, Camille Aboussouan,  Salah Stétié, Guillaume Villeneuve, Rania Mansour et Cécile Brunet-Mansour, Anahita Gouya, Omayma Arnouk el-Ayoubi, (etc.).

## Adaptation cinématographique
- Le Prophète, film d'animation collectif, sorti en 2014, réalisé par Roger Allers avec huit dessinateurs / animateurs (ou groupe d'animateurs) différents (un pour chaque tableau), avec les voix de Liam Neeson, Salma Hayek, John Krasinski et Quvenzhané Wallis[14].

## Sources bibliographiques
: document utilisé comme source pour la rédaction de cet article.
- Voir la biographie de Gibran par Alexandre Najjar (éd. Pygmalion et éd. J'ai Lu) et les Œuvres complètes de Gibran sous la direction d’Alexandre Najjar (collection Bouquins chez Robert Laffont, 2006) qui comporte un Dictionnaire Gibran avec une entrée « Le Prophète »,  (ISBN 978-2221105030).
- Sobhi Habchi, Gibran khalil gibran, poète, peintre, prophète : poétique et esthétique comparées, Blake, Nietzsche, Rodin, Carrière, Hugo, Librairie d'Amérique et d'Orient Claire Maisonneuve, 2020, 326 p. (ISBN 9782720012075, présentation en ligne).
- Sobhi Habchi, « The Prophet [Le Prophète] : de la parole poétique à l'œuvre illustrée : une contribution à l'étude de l'imaginaire de G.K. Gibran », Revue de littérature comparée (sur cairn.info), no 315,‎ mars 2005, p. 347 à 362 (lire en ligne , consulté le 10 mai 2024).
- Dor Amélie : Le prophète, toujours grand, L'Express, 1er novembre 2007.
- Colette Khalaf, « S’émerveiller, avait dit Gibran... (Sur le film d'animation tiré du Prophète) », L'Orient-Le Jour,‎ 30 avril 2015 (lire en ligne , consulté le 9 mai 2024).
- Maya Ghandou Hert, « “An-Nabi” [Le Prophète] expliqué à ma fille », L'Orient-Le Jour,‎ 30 avril 2015 (lire en ligne , consulté le 9 mai 2024).
- Elsa Mourgues, « "Le Prophète" de Khalil Gibran, succès d'un guide spirituel », sur France Culture, 5 novembre 2021 (consulté le 4 février 2024).